# Задня спинномозкова артерія
Задня спинномозкова артерія відходить від хребетної артерії (у 25% осіб) або з задньої нижньої мозочкової артерії (у 75% осіб), і проходить впритул до довгастого мозку. Вона кровопостачає сіру та білу речовину задніх відділів спинного мозку.

## Структура
Артерія проходить дорзально, вздовж довгастого мозку, попереду задніх корінців спинномозкових нервів . В цій ділянці з артерії відходять цілий ряд сегментарних  гілок, які потрапляють у хребетний канал через міжхребцеві отвори, утворюючи сплетення, з передніми хребетними артеріями. Нижче довгастого мозку та верхнього шийного відділу хребта задні спинномозкові артерії йдуть уривчасто, на відміну від передньої спинномозкової артерії, яку можна простежити як окрему судину протягом усього курсу, задні спинномозкові артерії розглядаються як дещо більші поздовжні канали великої артеріальної артеріальної сітки. На рівні конуса спинного мозку задні спинномозкові артерії частіше розглядаються як окремі артерії, що зв'язуються з передньою спинномозковою артерією, утворюючи характерний "кошик"  який ангіографічно визначає каудальну протяжність спинного мозку та його перехід до кінського хвоста .
Гілки від задніх спинномозкових артерій утворюють вільний анастомоз навколо задніх корінців спинномозкових нервів і з'єднуються між собою за допомогою дуже звивистих поперечних гілок із судинами протилежного боку.
Близько до свого початку задні спинномозкові артерії з обох сторін віддають висхідні гілки, які закінчується іпсилатерально біля четвертого шлуночка .
Задня спинномозкова артерія частіше виходить із задньої нижньої мозочкової артерії, ніж із хребцевої.

## Функції
В верхньому своєму відділі задня спинномозкова артерія кровопостачає задні стовпи спинного мозку, які містять зокрема ніжний пучок ( лат. fasiculus gracilis), його ядро (лат. nucleus gracilis), клиноподібний пучок (лат. fasciculus cuneatus) та його ядро (лат. nucleus cuneatus). На рівні спинного мозку задня спинномозкова артерія постачає задній і бічний стовпи, а також периферичну частину переднього та центрального стовпів спинного мозку. 

## Клінічне значення
Порушення кровопостачання цієї конкретної артерії довгастого мозку призведе до ряду чутливих (сенсорних) порушень. Якщо оклюзія відбувається вище рівня перехресту сенсорних шляхів, це може вплинути на пропріоцепцію (глибоку чутливість), вібраційну та дискримінаційну чутливість контралатеральної сторони тіла. Однак, якщо оклюзія відбувається нижче рівня перехресту сенсорних шляхів, це може спричинити вплив на іпсилатеральну сторону. Особливо у верхньому шийному відділі спинного мозку, де задня спинномозкова артерія постачає деякі частини переднього стовпа, ураження може поширюватися на спіноталамічний тракт і викликати втрату болю та відчуття температури на контралатеральній стороні тіла.

## зовнішні посилання
- Діаграма на nih.gov
- Зображення [Архівовано 15 лютого 2006 у Wayback Machine.] на anaesthesiauk.com